# Carlos Hyde
Carlos Hyde (Cincinnati, 20 settembre 1991) è un giocatore di football americano statunitense che milita nel ruolo di running back per i Jacksonville Jaguars della National Football League (NFL).

## Carriera

### San Francisco 49ers
Hyde fu scelto nel corso del secondo giro (57º assoluto) del Draft NFL 2014 dai San Francisco 49ers, il terzo running back ad essere selezionato. Debuttò come professionista subentrando nella vittoria della settimana 1 contro i Dallas Cowboys correndo 50 yard su 7 tentativi e segnando subito il suo primo touchdown. Tornò a segnare due settimane dopo contro gli Arizona Cardinals. Nel dodicesimo turno, Hyde segnò il touchdown del sorpasso a meno di tre minuti dal termine, che diede ai Niners la vittoria sui Redskins, la terza consecutiva. La sua prima stagione si chiuse con 333 yard corse e quattro touchdown in 14 presenze, nessuna delle quali come titolare.

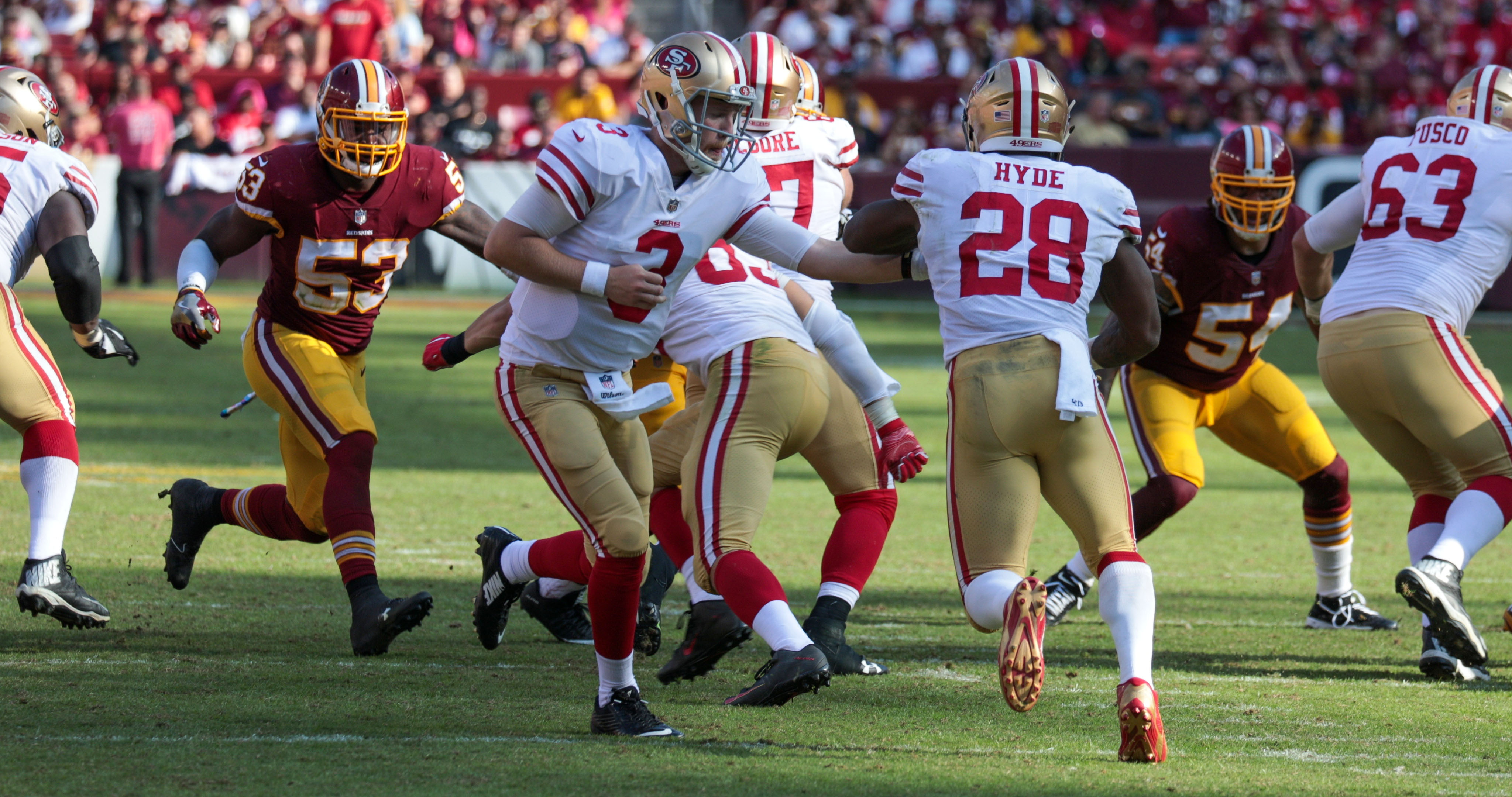
Hyde mentre riceve il pallone da C.J. Beathard nel 2017

Con l'addio di Frank Gore, Hyde divenne il running back titolare dei 49ers nel 2015. Nella prima gara della stagione fu decisivo nella vittoria sui Vikings, correndo 168 yard e segnando due touchdown, venendo premiato come miglior running back della settimana. Il resto dell'annata fu tuttavia avaro di soddisfazioni, sia a livello personale che di squadra, concludendo con 470 yard corse e 3 TD, in entrambi i casi leader dei 49ers, pur disputando solamente 7 gare a causa di una frattura da stress al piede che richiese un'operazione chirurgica.
Nel 2016, nell'unica annata col nuovo capo-allenatore Chip Kelly, Hyde stabilì i propri nuovi primati personali correndo 988 yard e 6 touchdown su corsa, più altri 3 su ricezione, pur perdendo tre gare per infortunio. Una delle sue migliori partite la disputò nella settimana 14 contro i New York Jets correndo 193 yard e segnando un touchdown. L'anno seguente salì a 8 touchdown su corsa, con 940 yard corse.

### Cleveland Browns

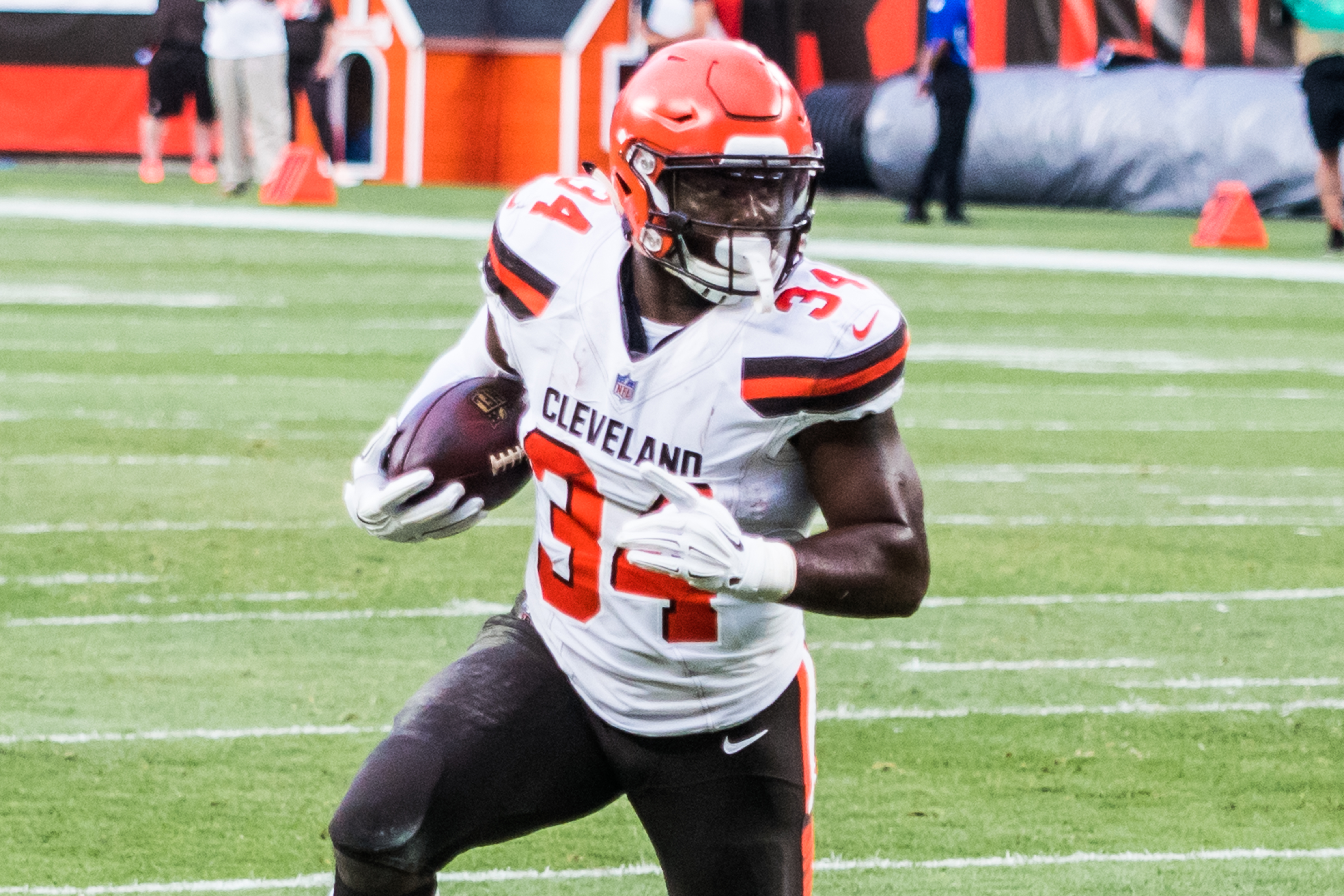
Hyde nella pre-stagione 2018

Il 14 marzo 2018 Hyde firmò un contratto triennale con i Cleveland Browns.

### Houston Texans
Nel 2019 Hyde firmò con gli Houston Texans. Nella gara del nono turno giocata a Londra trascinò la squadra alla vittoria con un massimo stagionale di 160 yard corse contro i Jacksonville Jaguars. Nel primo turno di playoff segnò un touchdown su ricezione nella vittoria in rimonta sui Buffalo Bills.

### Seattle Seahawks
Il 22 maggio 2020 Hyde firmò con i Seattle Seahawks. Nella prima partita con la nuova maglia segnò un touchdown su corsa nella vittoria in casa degli Atlanta Falcons. Nel 15º turno contro il Washington Football Team segnò un touchdown dopo una corsa da 50 yard, la più lunga dell'anno per i Seahawks.

### Jacksonville Jaguars
Il 15 marzo 2021 Hyde firmò un contratto biennale del valore di 8 milioni di dollari con i Jacksonville Jaguars.

## Palmarès
- Running back della settimana: 1

1ª del 2015